# تیری آنری

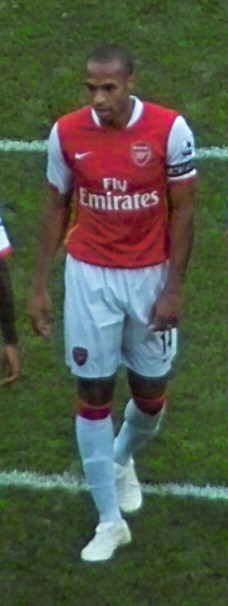
آنری پس از انتقال هم‌وطن فرانسوی خود پاتریک ویرا به یوونتوس، در سال ۲۰۰۵ کاپیتان آرسنال شد.

تیری دنیل آنری (فرانسوی: Thierry Daniel Henry‎؛ زادهٔ ۱۷ اوت ۱۹۷۷) بازیکن فوتبال پیشین فرانسوی است. آنری در دوران حرفه‌ای فوتبال خود در پست مهاجم برای تیم‌های باشگاهی مانند موناکو، آرسنال، بارسلونا و نیز تیم ملی فرانسه بازی می‌کرد و یکی از بهترین مهاجمان نسل خود در جهان به شمار می‌رفت. او سال‌ها بهترین گلزن تاریخ فرانسه بود و اکنون پس از اولیویه ژیرو با ۵۱ گل ملی دومین گلزن است. آنری همچنین با پنج بار انتخاب به عنوان بازیکن سال فوتبال فرانسه بالاتر از بازیکنانی مانند زین‌الدین زیدان، میشل پلاتینی و کریم بنزما، رکورددار این عنوان در فرانسه است.
آنری، فوتبال حرفه‌ای را از سال ۱۹۹۴ در موناکو شروع کرد و از سال ۱۹۹۸ به تیم ملی فرانسه دعوت شد. او پس از گذشت پنج فصل با موناکو به یوونتوس در لیگ سری آ ایتالیا پیوست. او بعد از نیم‌فصل اول ۲۰۰۰–۱۹۹۹، با بستن قراردادی به ارزش ۱۱ میلیون یورو به آرسنال انگلستان فروخته‌ شد. او طی ۸ سال حضورش در آرسنال تا ۲۰۰۷، مهاجمی قدرتمند و یکی از بهترین بازیکنان جهان شد به‌ طوریکه عنوان بازیکن سال پی‌اف‌ای را دو بار متوالی و کفش طلای لیگ برتر فوتبال انگلستان را چهار بار کسب کرد و دو مرتبه در سال‌های ۲۰۰۴ و ۲۰۰۳ از سوی فیفا به عنوان دومین بازیکن سال فوتبال جهان انتخاب شد. نام هانری پنج بار در تیم سال یوفا قرار گرفت و با ۲۲۸ گل، رکورددار بیشترین گلِ زده در تاریخ باشگاه آرسنال شد. او با آرسنال دو بار برندهٔ جام حذفی انگلستان و دو بار قهرمان لیگ جزیره شد و همچنین تا فینال لیگ قهرمانان اروپا ۰۶–۲۰۰۵ پیش رفت. آنری در ژوئن سال ۲۰۰۷ به بارسلونا پیوست و با این تیم در سه فصل حضورش به قهرمانی لا لیگا، کوپا دل ری، لیگ قهرمانان اروپا، سوپرجام اسپانیا و جام باشگاه‌های جهان رسید.
در ردهٔ ملی نیز آنری با تیم ملی فرانسه به قهرمانی در جام جهانی ۱۹۹۸، یورو ۲۰۰۰، جام کنفدراسیون‌ها ۲۰۰۳ و نایب‌ قهرمانی در جام جهانی ۲۰۰۶ رسید. او با ۵۱ گل زده در ۱۲۳ بازی، دومین گلزن ملی برتر تاریخ فرانسه است. او در جام کنفدراسیون‌های سال ۲۰۰۳، برنده بهترین بازیکن (توپ طلا) و بهترین گلزن (کفش طلا) این مسابقات شد. او پس از ناکامی فرانسه در جام جهانی ۲۰۱۰، از تیم ملی فرانسه کناره‌گیری کرد.
آنری پس از بازنشستگی در سال ۲۰۱۴ به حرفهٔ مربیگری پرداخت. از سال ۲۰۱۶، کمک مربی تیم ملی بلژیک شد و تا پایان جام جهانی ۲۰۱۸، این تیم را همراهی کرد. او سال ۲۰۱۸، سرمربی موناکو در لیگ ۱ فرانسه بود.

## دوران باشگاهی
پس از جام‌جهانی فرانسه از سال ۱۹۹۵ تا سال ۲۰۰۷ به مدت ۸ سال در آرسنال بازی نمود. او پیش از پیوستن به باشگاه آرسنال، یک فصل کابوس‌وار را در یوونتوس تنها با سه گل زده سپری نمود اما مانند همیشه آرسن‌ونگر با ذکاوت و هوش مثال‌زدنی، آنری را با مبلغ ۱۱ میلیون پوند به آرسنال و ورزشگاه هایبری آورد تا دوران طلایی و بی‌تکرار خود را این‌گونه تحت رهبری سرمربی سابقش آغاز و ثبت نماید اما در ابتدا این انتقال با انتقادات فراوانی هم‌راه بود. او پیش از این نیز در نوجوانی توسط شخص آرسن‌ونگر، کشف و به موناکو پیوسته بود.

### آرسنال
آنری در طول دوران بازی‌گری خود در آرسنال، چهار بار آقای‌ گل لیگ‌ جزیره شد و با ۱۷۵ گل در لیگ برتر انگلستان و ۲۲۸ گل در تمام رقابت‌های آرسنال، آماری خیره‌کننده را به ثبت رساند و دو بار نیز جایزه پی‌اف‌ای را از آن خویش نمود. وی یک بار نیز عنوان برترین پاسور لیگ‌برتر انگلستان را نیز کسب نمود. آرسن‌ونگر با به خدمت گرفتن مهاجم ناکام و نیمکت‌نشین یوونتوس قصد در پر کردن جای خالی آقای‌گل همیشگی لیگ‌جزیره یعنی نیکولا آنلکا را داشت که همین موضوع باعث هو شدن آنری در هایبری هنگام پابه‌توپ شدن حین بازی در ماه‌های ابتدایی به دلیل محبوبیت وحشتناک نیکولا آنلکا از سوی هواداران آرسنال بود اما طی حضور فوق‌العادهٔ آنری در این باشگاه، آنری به یکی از سنبل‌های باشگاه تبدیل گردید و هم‌اکنون تندیس وی در بیرون ورزشگاه امارات واقع می‌باشد.
او در فصل ۰۳–۲۰۰۲ انگلستان، با ۲۰ پاس گل که هنوز هم یک رکورد می‌باشد، برترین پاسور لیگ انگلستان گردید و با زدن ۲۴ گل، به تنهایی مسبب به ثمر رسیدن ۴۴ گل در یک فصل تنها در مسابقات لیگ‌برتر انگلستان گردید و در فصل ۲۰۰۳–۰۴ انگلستان نیز با زدن ۳۰ گل با تنها یک گل کم‌تر، دومین گل‌زن برتر لیگ‌ جزیزه گردید و به تنهایی مسبب به ثمر رسیدن ۵۰ گل در یک فصل تنها در رقابت‌های لیگ برتر گردید که به‌ خودی‌ خود، یک رکورد محسوب می‌گردد. آنری به همراه آرسنال، فصل ۲۰۰۳–۰۴ را بدون حتی یک شکست به پایان رساند که در لیگ‌ برتر انگلستان، این رکورد تنها متعلق به آرسنال می‌باشد. وی پس از خروج پاتریک‌ ویرا در فصل ۲۰۰۴–۰۵، کاپیتان آرسنال گردید. او در فصل ۲۰۰۵–۰۶ از رکورد ۱۸۵ گل زدهٔ ایان‌ رایت گذشت. در سال ۲۰۰۸، طرفداران آرسنال، آنری را به عنوان بزرگ‌ترین بازیکن تاریخ آرسنال انتخاب نمودند.

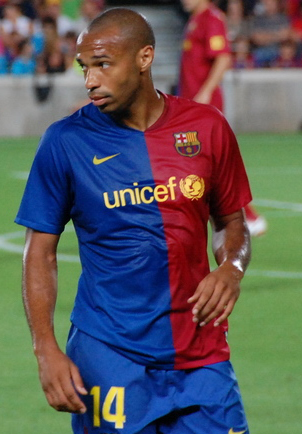
آنری در سال ۲۰۰۸ در بارسلونا

وی همراه با آرسنال نایب‌ قهرمانی لیگ قهرمانان اروپا با باخت ۲–۱ برابر بارسلونا البته با یک بازیکن اخراجی از اوایل بازی در حالی که با یک گل پیش بودند و هم‌چنین نایب‌ قهرمانی لیگ اروپا با باخت برابر گالاتاسارای در ضربات پنالتی را در کارنامهٔ خویش دارا می‌باشد.

### تیم ملی
او در جام جهانی ۱۹۹۸ فرانسه به همراه تیم ملی فرانسه قهرمان جهان گردید. وی در سال ۲۰۰۰ نیز با تیم ملی فرانسه موفق به فتح جام ملت‌های اروپا گردید. در جام‌ جهانی ۲۰۰۲ کره‌ و ژاپن، فرانسه با وجود داشتن یکی از برترین تیم‌های جام جهانی و برترین خط‌حملهٔ اروپا با حضور آنری، ترزگه و سیسه، سه آقای‌گل لیگ‌های مطرح انگلستان، ایتالیا و فرانسه به شکل عجیبی نتوانست از گروه خود صعود نماید و تنها با یک امتیاز حتی بدون گل زده از جام کنار رفت. او از سوی فرانسوی‌ها همیشه محکوم به دلیل بازی نکردن در حد و اندازه‌های عملکرد باشگاهی‌اش در تیم ملی فرانسه بود.
آنری در جام جهانی ۲۰۰۶ آلمان به رغم صعود دشوار به جام‌ جهانی به همراه تیم ملی فرانسه، نایب‌ قهرمان جهان شد. خطای‌ هند آنری و زدن گل توسط دست در پلی آف جام جهانی ۲۰۱۰ باعث صعود فرانسه به جام‌جهانی ۲۰۱۰ شد. وی بعد از جام‌جهانی ۲۰۱۰ در یک کنفرانس خبری، خبر از کناره‌گیری خود از تیم ملی فرانسه و هم‌چنین پیوستن به تیم نیویورک رد بولز آمریکا داد و تا سال ۲۰۱۴ نیز در این تیم بازی کرد. البته آنری در نیم‌فصل ۲۰۱۲ موقتاً به صورت قرضی به باشگاه آرسنال و لیگ‌ جزیره بازگشت.
او با ۵۱ گل‌ ملی بالاتر از میشل‌ پلاتینی قرار دارد. وی در سال ۲۰۱۵ پس از ۲۰ سال حضور در سطح اول جهان فوتبال تصمیم به کناره‌گیری همیشگی از فوتبال حرفه‌ای گرفت. او با وجود سال‌های متوالی کم‌فراز و نشیب در بالاترین سطح آمادگی، هیچ‌گاه صاحب عنوان برترین بازیکن فوتبال جهان نگردید و تنها ۲ بار در سال‌های ۲۰۰۳ و ۲۰۰۴، عنوان دومین بازیکن سال فوتبال جهان را در کارنامهٔ خویش ثبت نمود.

## افتخارات

### باشگاهی:

#### موناکو(۱۹۹۹-۱۹۹۴)

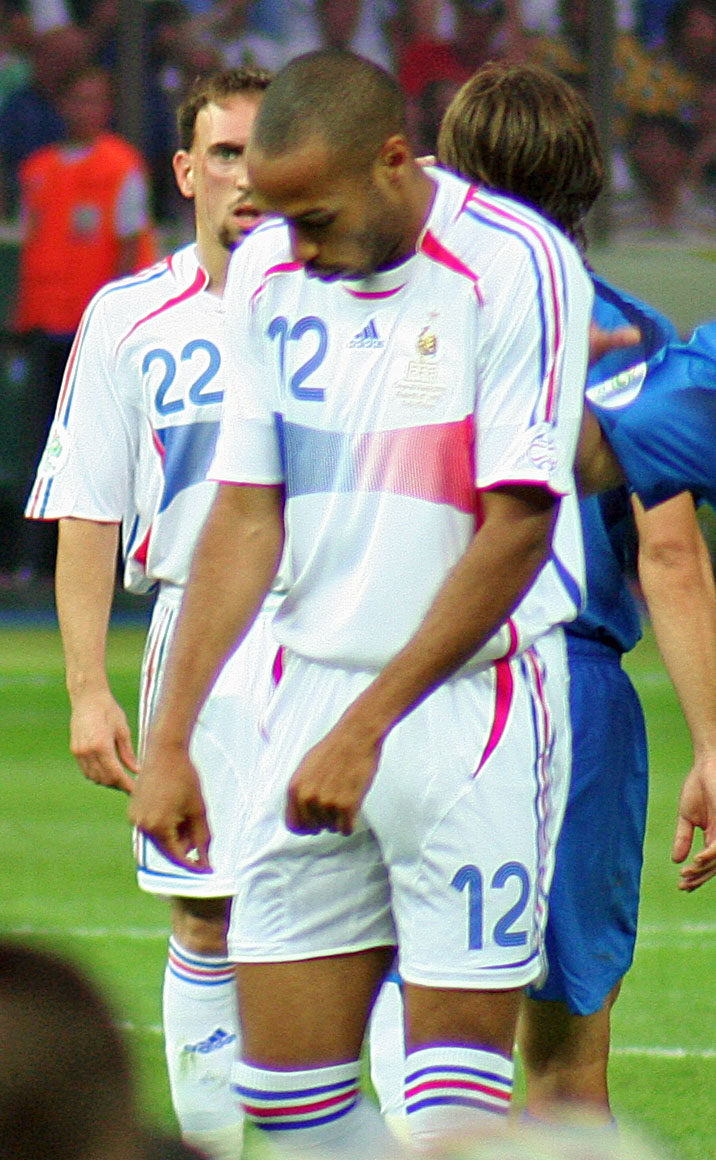
آنری در فینال جام جهانی ۲۰۰۶ در تیم ملی فرانسه برابر ایتالیا

- لیگ ۱: ۱۹۹۶–۹۷
- سوپر جام فرانسه: ۱۹۹۷

#### آرسنال(۲۰۰۷-۱۹۹۹)(قرضی۲۰۱۲)
- لیگ برتر انگلستان (۲): ۰۲–۲۰۰۱ ، ۰۴–۲۰۰۳؛ نایب قهرمان (۴): ۲۰۰۰–۱۹۹۹، ۰۱–۲۰۰۰، ۰۳–۲۰۰۲، ۰۵–۲۰۰۴
- جام حذفی انگلستان (۳): ۲۰۰۲، ۲۰۰۳، ۲۰۰۵؛ نائب قهرمان: ۲۰۰۱
- سوپر جام انگلستان (۳): ۱۹۹۹، ۲۰۰۲، ۲۰۰۴
- لیگ قهرمانان اروپا: ۰۶–۲۰۰۵
- نائب قهرمان لیگ اروپا: ۲۰۰۰-۱۹۹۹

#### بارسلونا(۲۰۰۸-۲۰۱۰)
- لالیگا (۳): ۲۰۰۸–۰۹، ۲۰۰۹–۱۰، ۲۰۱۰–۱۱
- کوپا دل ری: ۲۰۰۸–۰۹
- سوپر جام فوتبال اسپانیا (۲): ۲۰۰۹، ۲۰۱۰
- لیگ قهرمانان اروپا: ۲۰۰۸–۰۹
- جام باشگاه‌های فوتبال جهان: ۲۰۰۹

#### نیویورک رد بولز(۲۰۱۰-۲۰۱۴)
- ساپورترز شیلد ام‌ال‌اس: ۲۰۱۳

### ملی:

#### فرانسه(۱۹۹۷-۲۰۱۰)
- جام جهانی: ۱۹۹۸؛ نائب قهرمان: ۲۰۰۶
- جام ملت‌های اروپا: ۲۰۰۰
- جام کنفدراسیون‌ها: ۲۰۰۳
- جام جهانی: ۲۰۰۶

### افتخارات فردی:
- تیم منتخب جام ملت‌های اروپا: ۲۰۰۰
- تیم سال یوفا (۵): ۲۰۰۱، ۲۰۰۲، ۲۰۰۳، ۲۰۰۴، ۲۰۰۶
- بازیکن سال فوتبال فرانسه (۵):۲۰۰۰، ۲۰۰۳، ۲۰۰۴، ۲۰۰۵، ۲۰۰۶
- نفر دوم بازیکن سال فوتبال جهان (۲):۲۰۰۳، ۲۰۰۴
- کفش طلای اروپا (۲): ۰۴–۲۰۰۳، ۰۵–۲۰۰۴
- بازیکن سال آرسنال: ۲۰۰۶
- کفش طلای لیگ برتر انگلستان (۴):  ۰۲–۲۰۰۱، ۰۴–۲۰۰۳،  ۰۵–۲۰۰۴، ۰۶–۲۰۰۵
- بازیکن سال پی‌اف‌ای (۲):  ۰۳–۲۰۰۲، ۰۴–۲۰۰۳
- جزو فهرست فیفا ۱۰۰
- برترین بازیکن جوان سال لیگ ۱: ۱۹۹۷
- بازیکن فصل لیگ برتر انگلستان (۲): ۰۴–۲۰۰۳، ۰۶–۲۰۰۵
- بهترین بازیکن جام کنفدراسیون‌ها: ۲۰۰۳
- بهترین گلزن جام کنفدراسیون‌ها: ۲۰۰۳

## آمار بازی‌های ملی
| تیم ملی فوتبال فرانسه | تیم ملی فوتبال فرانسه | تیم ملی فوتبال فرانسه |
| سال                   | تعداد بازی            | تعداد گل              |
| --------------------- | --------------------- | --------------------- |
| ۱۹۹۷                  | ۱                     | ۱                     |
| ۱۹۹۸                  | ۱۰                    | ۳                     |
| ۱۹۹۹                  | ۰                     | ۰                     |
| ۲۰۰۰                  | ۱۴                    | ۵                     |
| ۲۰۰۱                  | ۷                     | ۳                     |
| ۲۰۰۲                  | ۱۰                    | ۳                     |
| ۲۰۰۳                  | ۱۴                    | ۱۱                    |
| ۲۰۰۴                  | ۱۳                    | ۳                     |
| ۲۰۰۵                  | ۶                     | ۳                     |
| ۲۰۰۶                  | ۱۶                    | ۸                     |
| ۲۰۰۷                  | ۶                     | ۵                     |
| ۲۰۰۸                  | ۱۱                    | ۴                     |
| ۲۰۰۹                  | ۹                     | ۳                     |
| ۲۰۱۰                  | ۶                     | ۰                     |
| مجموع                 | ۱۲۳                   | ۵۱                    |